# Município de Franklin (condado de Franklin, Ohio)
Localização do Ohio nos E.U.A.
O município de Franklin (em inglês: Franklin Township) é um município localizado no condado de Franklin no estado estadounidense de Ohio. No ano de 2010 tinha uma população de 10271 habitantes e uma densidade populacional de 555,49 pessoas por km².

## Geografia
O município de Franklin encontra-se localizado nas coordenadas 39° 55′ 36″ N, 83° 01′ 44″ O. Segundo a Departamento do Censo dos Estados Unidos, o município tem uma superfície total de 18.49 km², da qual 18.09 km² correspondem a terra firme e (2.16%) 0.4 km² é água.

## Demografia
Segundo o censo de 2010, tinha 10271 pessoas residindo no município de Franklin. A densidade populacional era de 555,49 hab./km².